# Homotherus berthoumieui
Homotherus berthoumieui är en stekelart som först beskrevs av Maurice Pic 1899.  Homotherus berthoumieui ingår i släktet Homotherus och familjen brokparasitsteklar. Inga underarter finns listade i Catalogue of Life.